# Colonia Nezahualcóyotl
Colonia Nezahualcóyotl är en ort i Mexiko.   Den ligger i kommunen Tamazunchale och delstaten San Luis Potosí, i den sydöstra delen av landet, 210 km norr om huvudstaden Mexico City. Colonia Nezahualcóyotl ligger 241 meter över havet och antalet invånare är 430.
Terrängen runt Colonia Nezahualcóyotl är varierad, och sluttar österut. Runt Colonia Nezahualcóyotl är det ganska tätbefolkat, med 67 invånare per kvadratkilometer. Närmaste större samhälle är Tamazunchale, 0,95 km öster om Colonia Nezahualcóyotl. I omgivningarna runt Colonia Nezahualcóyotl växer huvudsakligen savannskog.